# Saison 2 de Mask Singer
La deuxième saison de Mask Singer, émission de télévision française présentant une compétition de chant de type télé-crochet, est diffusée sur TF1 du 17 octobre 2020 au 28 novembre 2020.
Animée par Camille Combal et produite par la société de production Hervé Hubert Productions, cette édition est remportée par Larusso, qui était sous le masque du manchot. Elle soulève le trophée de Mask Singer après avoir vaincu douze autres célébrités.

## Nouveautés
Pour la deuxième soirée, une « star internationale » participe au programme, en étant démasquée à la fin de cette dernière. Ceci n'influe pas sur le reste du concours.
Un « corbeau » est aussi présent chaque soir pour donner des indices et des anecdotes sur les participants.
Le rythme de l'émission est accéléré et les voix sont moins retouchées lors des prestations.

## Participants
En raison de la pandémie de coronavirus, les participants sont régulièrement testés. En raison du tournage reporté de mars à juillet 2020, plusieurs célébrités ont annulé leurs participations.

### Présentateur
Cette édition, comme la précédente, est présentée par Camille Combal,.

### Enquêteurs
Le jury d'enquêteurs de cette deuxième saison reste inchangé, à savoir, : Kev Adams, humoriste, acteur ; Alessandra Sublet, animatrice de télévision ; Anggun, chanteuse ; Jarry, humoriste.

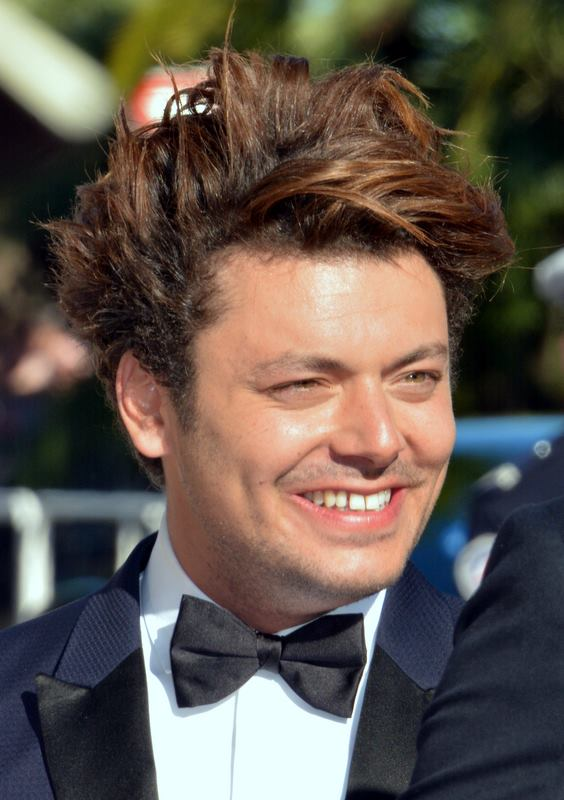
Kev Adams
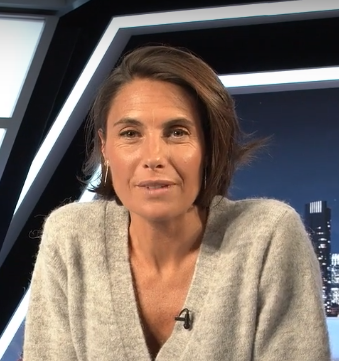
Alessandra Sublet
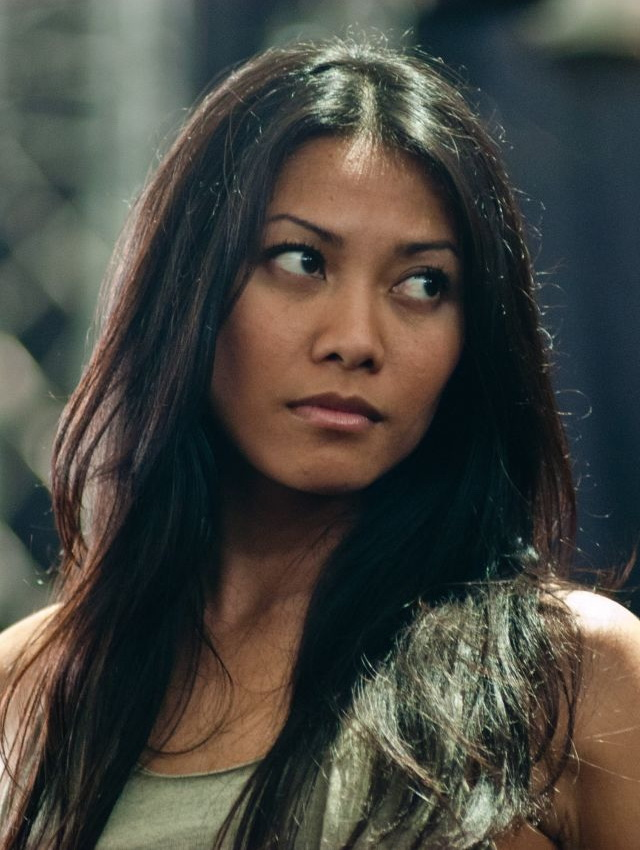
Anggun
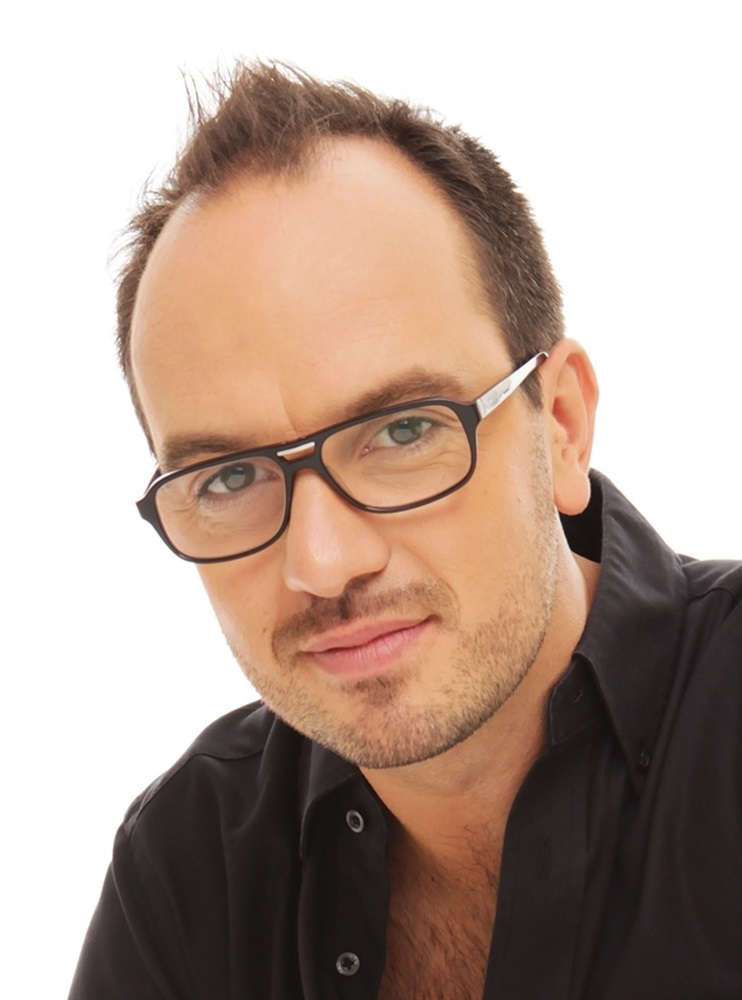
Jarry

### Participants
Ci-dessous, la liste des participants à cette saison :
| Personnalité              | Personnalité              | Âge    | Occupation                                | Costume    | Statut                         | Classement |
| ------------------------- | ------------------------- | ------ | ----------------------------------------- | ---------- | ------------------------------ | ---------- |
| Larusso                   | Larusso                   | 41 ans | Chanteuse                                 | Manchot    | Démasqués lors du 6e épisode   | 1re        |
| Daniel Lévi               | Daniel Lévi               | 59 ans | Chanteur                                  | Robot      | Démasqués lors du 6e épisode   | 2e         |
| Issa Doumbia              | Issa Doumbia              | 38 ans | Humoriste et animateur                    | Dragon     | Démasqués lors du 6e épisode   | 3e         |
| Karine Ferri              | Karine Ferri              | 38 ans | Animatrice de radio et de télévision      | Araignée   | Démasqués lors du 5e épisode   | 4e         |
| Basile Boli               | Basile Boli               | 53 ans | Footballeur international                 | Requin     | Démasqués lors du 5e épisode   | 5e         |
| Liane Foly                | Liane Foly                | 57 ans | Chanteuse et actrice                      | Pieuvre    | Démasqués lors du 4e épisode   |            |
| Djibril Cissé             | Djibril Cissé             | 39 ans | Footballeur international                 | Squelette  | Démasqués lors du 4e épisode   |            |
| Dave                      | Dave                      | 76 ans | Chanteur                                  | Hibou      | Démasqués lors du 3e épisode   |            |
| Valérie Damidot           | Valérie Damidot           | 55 ans | Animatrice de télévision                  | Renarde    | Démasqués lors du 3e épisode   |            |
| Igor et Grichka Bogdanoff | Igor et Grichka Bogdanoff | 71 ans | Scientifiques et animateurs de télévision | Perroquets | Démasqués lors du 2e épisode   |            |
| Frédérique Bel            | Frédérique Bel            | 45 ans | Comédienne                                | Bouche     | Démasquées lors du 1er épisode |            |
| Laure Manaudou            | Laure Manaudou            | 34 ans | Nageuse                                   | Loup       | Démasquées lors du 1er épisode |            |

| Personnalité | Personnalité | Âge    | Occupation           | Costume   | Statut                       |
| ------------ | ------------ | ------ | -------------------- | --------- | ---------------------------- |
| Itziar Ituño | Itziar Ituño | 46 ans | Actrice et chanteuse | Ballerine | Démasquée lors du 2e épisode |

## Bilan par épisode
| ► Épisode                 | ► Épisode   | Épisode 1       | Épisode 1       | Épisode 1             | Épisode 1             | Épisode 2             | Épisode 2             | Épisode 3             | Épisode 3             | Épisode 3             | Épisode 3             | Épisode 4             | Épisode 4             | Épisode 4             | Épisode 5 (Demi-finale) | Épisode 5 (Demi-finale) | Épisode 5 (Demi-finale) | Épisode 6 (Finale)    | Épisode 6 (Finale)      |
| ► Diffusion               | ► Diffusion | 17 octobre 2020 | 17 octobre 2020 | 17 octobre 2020       | 17 octobre 2020       | 24 octobre 2020       | 24 octobre 2020       | 31 octobre 2020       | 31 octobre 2020       | 31 octobre 2020       | 31 octobre 2020       | 7 novembre 2020       | 7 novembre 2020       | 7 novembre 2020       | 21 novembre 2020        | 21 novembre 2020        | 21 novembre 2020        | 28 novembre 2020      | 28 novembre 2020        |
| ► Épreuve                 | ► Épreuve   | 1er groupe      | 1er groupe      | 2e groupe             | 2e groupe             | Duel                  | Ballot.               | 1er groupe            | 1er groupe            | 2e groupe             | 2e groupe             | 1er groupe            | 1er groupe            | 2e groupe             | 1er passage             | 2e passage              | 2e passage              | 1er passage           | 2e passage (Classement) |
| ▼ Candidats               | ▼ Candidats | Duel            | Ballot.         | Duel                  | Ballot.               | Duel                  | Ballot.               | Duel                  | Ballot.               | Duel                  | Ballot.               | Duel                  | Ballot.               | Duel                  | 1er passage             | Duel                    | Ballot.                 | 1er passage           | 2e passage (Classement) |
| ------------------------- | ----------- | --------------- | --------------- | --------------------- | --------------------- | --------------------- | --------------------- | --------------------- | --------------------- | --------------------- | --------------------- | --------------------- | --------------------- | --------------------- | ----------------------- | ----------------------- | ----------------------- | --------------------- | ----------------------- |
| Larusso                   | Manchot     |                 |                 |                       |                       |                       |                       |                       |                       |                       |                       |                       |                       |                       |                         |                         |                         |                       |                         |
| Daniel Lévi               | Robot       |                 |                 |                       |                       |                       |                       |                       |                       |                       |                       |                       |                       |                       |                         |                         |                         |                       |                         |
| Issa Doumbia              | Dragon      |                 |                 |                       |                       |                       |                       |                       |                       |                       |                       |                       |                       |                       |                         |                         |                         |                       | Démasqué (Épisode 6)    |
| Karine Ferri              | Araignée    |                 |                 |                       |                       |                       |                       |                       |                       |                       |                       |                       |                       |                       |                         |                         |                         | Démasquée (Épisode 5) | Démasquée (Épisode 5)   |
| Basile Boli               | Requin      |                 |                 |                       |                       |                       |                       |                       |                       |                       |                       |                       |                       |                       |                         | Démasqué (Épisode 5)    | Démasqué (Épisode 5)    | Démasqué (Épisode 5)  | Démasqué (Épisode 5)    |
| Liane Foly                | Pieuvre     |                 |                 |                       |                       |                       |                       |                       |                       |                       |                       |                       |                       |                       | Démasquée (Épisode 4)   | Démasquée (Épisode 4)   | Démasquée (Épisode 4)   | Démasquée (Épisode 4) | Démasquée (Épisode 4)   |
| Djibril Cissé             | Squelette   |                 |                 |                       |                       |                       |                       |                       |                       |                       |                       |                       |                       | Démasqué (Épisode 4)  | Démasqué (Épisode 4)    | Démasqué (Épisode 4)    | Démasqué (Épisode 4)    | Démasqué (Épisode 4)  | Démasqué (Épisode 4)    |
| Dave                      | Hibou       |                 |                 |                       |                       |                       |                       |                       |                       |                       |                       | Démasqué (Épisode 3)  | Démasqué (Épisode 3)  | Démasqué (Épisode 3)  | Démasqué (Épisode 3)    | Démasqué (Épisode 3)    | Démasqué (Épisode 3)    | Démasqué (Épisode 3)  | Démasqué (Épisode 3)    |
| Valérie Damidot           | Renarde     |                 |                 |                       |                       |                       |                       |                       |                       | Démasquée (Épisode 3) | Démasquée (Épisode 3) | Démasquée (Épisode 3) | Démasquée (Épisode 3) | Démasquée (Épisode 3) | Démasquée (Épisode 3)   | Démasquée (Épisode 3)   | Démasquée (Épisode 3)   | Démasquée (Épisode 3) | Démasquée (Épisode 3)   |
| Igor et Grichka Bogdanoff | Perroquets  |                 |                 |                       |                       |                       |                       | Démasqués (Épisode 2) | Démasqués (Épisode 2) | Démasqués (Épisode 2) | Démasqués (Épisode 2) | Démasqués (Épisode 2) | Démasqués (Épisode 2) | Démasqués (Épisode 2) | Démasqués (Épisode 2)   | Démasqués (Épisode 2)   | Démasqués (Épisode 2)   | Démasqués (Épisode 2) | Démasqués (Épisode 2)   |
| Frédérique Bel            | Bouche      |                 |                 |                       |                       | Démasquée (Épisode 1) | Démasquée (Épisode 1) | Démasquée (Épisode 1) | Démasquée (Épisode 1) | Démasquée (Épisode 1) | Démasquée (Épisode 1) | Démasquée (Épisode 1) | Démasquée (Épisode 1) | Démasquée (Épisode 1) | Démasquée (Épisode 1)   | Démasquée (Épisode 1)   | Démasquée (Épisode 1)   | Démasquée (Épisode 1) | Démasquée (Épisode 1)   |
| Laure Manaudou            | Loup        |                 |                 | Démasquée (Épisode 1) | Démasquée (Épisode 1) | Démasquée (Épisode 1) | Démasquée (Épisode 1) | Démasquée (Épisode 1) | Démasquée (Épisode 1) | Démasquée (Épisode 1) | Démasquée (Épisode 1) | Démasquée (Épisode 1) | Démasquée (Épisode 1) | Démasquée (Épisode 1) | Démasquée (Épisode 1)   | Démasquée (Épisode 1)   | Démasquée (Épisode 1)   | Démasquée (Épisode 1) | Démasquée (Épisode 1)   |

Légende
- Candidat ne participant pas à l'épreuve.
- Candidat vainqueur du duel et donc qualifié pour l'étape ou l'épisode suivant.
- Candidat ayant échoué à son duel et donc envoyé en ballottage.
- Candidat sauvé lors du ballottage et donc maintenu en lice pour l'étape ou l'épisode suivant.
- Candidat qualifié pour le deuxième passage.
- Candidat éliminé de la compétition et démasqué.
- Candidat qui remporte la compétition.
- Candidat terminant deuxième de la compétition.
- Candidat terminant troisième de la compétition.

## Résumés détaillés

### 1erépisode, le 17 octobre 2020
Dans ce premier épisode, les douze personnalités s'affrontent.
Une première salve de duels voit s'affronter le squelette et le loup, le requin et l'araignée, puis le robot et le dragon. À l'issue de cette dernière, le squelette, l'araignée et le robot sont qualifiés, et le loup, le requin et le dragon se retrouvent en ballottage. Le loup est éliminé. C'est la nageuse Laure Manaudou, correctement identifiée par les quatre enquêteurs, qui se trouvait sous ce costume.
Ensuite, la seconde salve a lieu, voyant s'affronter le manchot et la bouche, le hibou et les perroquets, puis la pieuvre et la renarde. À l'issue de ces duels, la bouche, le hibou et la pieuvre se retrouvent en ballottage. Après vote du jury et du public, la bouche est éliminée et doit donc se démasquer. C'est Frédérique Bel, comédienne, qui se trouvait sous ce costume ; elle avait été correctement identifiée par Kev Adams,.

### 2eépisode, le 24 octobre 2020
Une « star internationale » participe à cette deuxième soirée, sous le costume de la ballerine. Après avoir interprété Million Reasons de Lady Gaga, la ballerine est invitée à enlever son masque. Sous ce costume se cachait Itziar Ituño, actrice et chanteuse espagnole, connue pour son rôle de Raquel Murillo dans la série La casa de papel.
La pieuvre, le hibou, les perroquets, le squelette et le requin sont en ballotage. À l'issue d'un deuxième vote, les perroquets sont éliminés et doivent se démasquer : ce sont Igor et Grichka Bogdanoff qui étaient sous ces costumes.

### 3eépisode, le 31 octobre 2020
Pour ce troisième épisode, les neuf candidats encore en lice s'affrontent.
Une première salve voit s'affronter l'araignée et le dragon, puis la renarde et le squelette. À l'issue de cette dernière, l'araignée et le squelette sont qualifiés, et le dragon et la renarde se retrouvent en ballottage. Après le vote du public et du jury, la renarde est éliminée. C'est l'animatrice Valérie Damidot qui se trouvait derrière ce masque.
Ensuite, la seconde salve a lieu, voyant s'affronter le requin et la pieuvre d'une part, et le manchot, le robot et le hibou d'autre part. Le requin, le robot et le manchot sont qualifiés, tandis que la pieuvre et le hibou sont envoyés en ballottage. Le hibou est éliminé et doit enlever son masque. C'est le chanteur Dave, correctement identifié par Jarry et Alessandra Sublet, qui se trouvait en dessous.

### 4eépisode, le 7 novembre 2020
Pour ce quatrième épisode, les sept candidats encore en lice s'affrontent sur le même principe que la semaine précédente. La chanson qu'ils interprètent ce soir-là est un nouvel indice sur leur identité.
Anggun fait l'ouverture de l'émission déguisée en boule à facettes, en chantant Eye of the Tiger de Survivor, puis se démasque devant le public.
Une première salve de duels voit s'affronter le manchot et le squelette, puis le robot et l'araignée. À l'issue de cette dernière, le manchot et le robot sont qualifiés, le squelette et l'araignée se retrouvent en ballottage, puis le squelette est éliminé. Il s'agissait du footballeur Djibril Cissé, correctement identifié par les quatre enquêteurs.
Suit la seconde salve, qui voit s'affronter le requin, la pieuvre et le dragon. À l'issue des prestations, la pieuvre est éliminée. C'est la chanteuse et actrice Liane Foly, correctement identifiée par Kev Adams, qui se trouvait sous ce costume.

### 5eépisode, le 21 novembre 2020, la demi-finale
Pour ce cinquième épisode, les cinq candidats encore en lice ouvrent l'émission en chantant Allez reste de Boulevard des Airs et Vianney. Ils s'affrontent ensuite en chantant chacun une chanson. Une première célébrité est éliminée au bout de cette épreuve : il s'agit du footballeur Basile Boli, qui se trouvait sous le masque du requin.
Puis, deux duels ont lieu entre les quatre candidats restants. Le dragon et l'araignée sont envoyés en ballottage. L'araignée est éliminée et démasquée. Alors que les enquêteurs étaient plutôt tournés vers Tatiana Silva, on découvre que c'est l'animatrice Karine Ferri qui se cachait sous ce costume.

### 6eépisode, le 28 novembre 2020, la finale
Les trois finalistes sont le manchot, le robot et le dragon. Pour la première partie de l'émission, chacun chante en duo avec un candidat de la saison 1, respectivement avec le panda (Julie Zenatti), le lion (David Douillet) et le cupcake (Natasha St-Pier). Ce passage n'est pas éliminatoire.
Ensuite, chacun chante une chanson et les derniers indices sur les personnalités sont dévoilés. À l'issue des prestations, le dragon est éliminé puis démasqué. C'est l'humoriste et animateur Issa Doumbia, correctement identifié par Anggun, qui se trouvait sous ce costume ; il termine troisième de la compétition.
Après cette élimination, les deux candidats encore en lice chantent une dernière chanson, puis le panel vote pour désigner le vainqueur : on découvre que sous le masque du robot, qui termine en deuxième position, se cachait le chanteur Daniel Lévi, et sous celui du manchot, la chanteuse Larusso. Cette dernière remporte la compétition et le trophée de Mask Singer. Tous deux avaient été correctement identifiés par les quatre enquêteurs.

## Audiences et diffusion

### Mask Singer
En France, l'émission est diffusée les samedis, depuis le 17 octobre 2020. Un épisode dure environ 2 h 25 (publicités incluses), soit une diffusion de 21 h 5 à 23 h 30.
| Épisode            | Jour                    | Horaire de diffusion | Nombre de téléspectateurs | Part de marché          | Part de marché    | Classement des audiences | Références |
| Épisode            | Jour                    | Horaire de diffusion | Nombre de téléspectateurs | (sur les 4 ans et plus) | (sur les FRDA-50) | Classement des audiences | Références |
| ------------------ | ----------------------- | -------------------- | ------------------------- | ----------------------- | ----------------- | ------------------------ | ---------- |
| 1                  | Samedi 17 octobre 2020  | 21:05 - 23:30        | 4 750 000                 | 24,3 %                  | 42 %              | 1er                      | [ 15 ]     |
| 2                  | Samedi 24 octobre 2020  | 21:05 - 23:30        | 5 020 000                 | 23,9 %                  | 39,5 %            | 1er                      | [ 16 ]     |
| 3                  | Samedi 31 octobre 2020  | 21:05 - 23:30        | 4 680 000                 | 21,1 %                  | 35,8 %            | 2e                       | [ 17 ]     |
| 4                  | Samedi 7 novembre 2020  | 21:05 - 23:30        | 5 170 000                 | 23,1 %                  | 39,4 %            | 1er                      | [ 18 ]     |
| 5                  | Samedi 21 novembre 2020 | 21:05 - 23:30        | 4 610 000                 | 20,1 %                  | 37,1 %            | 2e                       | [ 19 ]     |
| 6                  | Samedi 28 novembre 2020 | 21:05 - 23:30        | 5 440 000                 | 24,3 %                  | 40,9 %            | 1er                      | [ 20 ]     |
|                    |                         |                      |                           |                         |                   |                          |            |
| Bilan de la saison | Bilan de la saison      | Bilan de la saison   | 4 950 000                 | 22,8 %                  | 39,1 %            | NC                       | [ 21 ]     |

Légende :
- Plus hauts scores d'audiences
- Plus bas scores d'audiences

### Mask Singer, l'enquête continue
En France, chaque épisode est suivi d'une suite, intitulée Mask Singer, l'enquête continue. Un épisode dure environ 1 h (publicités incluses), soit une diffusion de 23 h 30 à 0 h 30.
| Épisode            | Jour et horaire de diffusion            | Nombre de téléspectateurs | Part de marché (sur les 4 ans et plus) | Classement des audiences | Références |
| ------------------ | --------------------------------------- | ------------------------- | -------------------------------------- | ------------------------ | ---------- |
| 1                  | Samedi 17 octobre 2020 (23:30 - 0:30)   | 1 421 000                 | 18,9 %                                 | 2e                       |            |
| 2                  | Samedi 24 octobre 2020 (23:30 - 0:30)   | 1 604 000                 | 19,3 %                                 | 2e                       |            |
| 3                  | Samedi 31 octobre 2020 (23:30 - 0:30)   | 1 620 000                 | 19,7 %                                 | 1er                      | [ 22 ]     |
| 4                  | Samedi 7 novembre 2020 (23:30 - 0:30)   | 1 670 000                 | 16,9 %                                 | 1er                      | [ 10 ]     |
| 5                  | Samedi 21 novembre 2020 (21:05 - 23:30) | 1 903 000                 | 18,1 %                                 | 1er                      |            |
| 6                  | Samedi 28 novembre 2020 (21:05 - 23:30) | 1 983 000                 | 22,8 %                                 | 1er                      |            |
|                    |                                         |                           |                                        |                          |            |
| Bilan de la saison | Bilan de la saison                      | 1 699 333                 | 19,28 %                                | NC                       | [ n° 3 ]   |

Légende :
- Plus hauts scores d'audiences
- Plus bas scores d'audiences